# Động đất Thụy Xương 2005
Động đất Thụy Xương 2005 (tiếng Trung: 2005年九江地震) là trận động đất xảy ra vào lúc 8:49 (CST), ngày 26 tháng 11 năm 2005. Trận động đất có cường độ 5.2 richter, tâm chấn độ sâu khoảng 10 km. Hậu quả trận động đất đã làm 14 người chết, 20 người bị thương.